# جورج إروين
جورج إروين (بالإنجليزية: George Irwin)‏ (7 يناير 1891 في المملكة المتحدة - ) هو مدرب كرة قدم ومدير ولاعب كرة قدم بريطاني (وحمل سابقاً جنسية المملكة المتحدة لبريطانيا العظمى وأيرلندا) في مركز حراسة المرمى. لعب مع كريستال بالاس ونادي ريدنغ ووست بروميتش ألبيون.

## وصلات خارجية
- جورج إروين على موقع Soccerbase.com (لاعب) (الإنجليزية)